# Podelmis nietneri
Podelmis nietneri là một loài bọ cánh cứng trong họ Elmidae. Loài này được Champion mô tả khoa học năm 1923.